# Феджет (Долж)
Феджет (рум. Făget) — село у повіті Долж в Румунії. Входить до складу комуни Бряста.
Село розташоване на відстані 196 км на захід від Бухареста, 15 км на захід від Крайови.

## Населення
За даними перепису населення 2002 року у селі проживали 43 особи, усі — румуни. Усі жителі села рідною мовою назвали румунську.